# Metameryzacja wtórna kręgosłupa

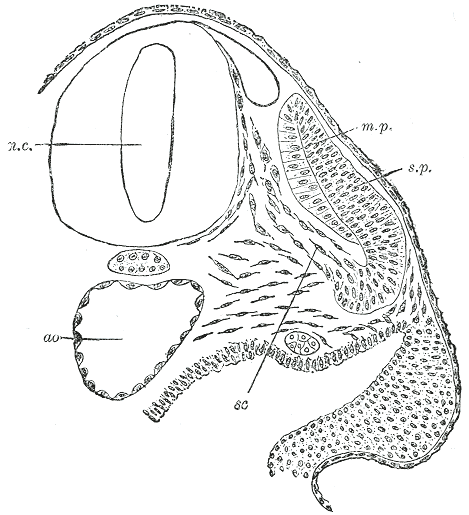
Przekrój poprzeczny przez zarodek. Pośrodkowo zawiązek rdzenia kręgowego i jego kanał (n.c.). Bocznie mezoderma przyosiowa różnicująca się na miotom (m.p.), dermatom (s.p.) i sklerotom (sc.)

Metameryzacja wtórna kręgosłupa – proces tworzenia się kręgów w trakcie rozwoju embrionalnego, podczas którego pojedynczy kręg powstaje z dwóch różnych zawiązków.
Kręgi zaliczają się do kości zastępczych. Oznacza to, że budowane są na podłożu chrząstki, która z kolei powstaje ze stadium błoniastego. Wspomnianym tkankom początek daje mezoderma przyosiowa, tworząca somity, zbudowane z komórek nabłonkowatych, które przekształcą się później w komórki mezenchymalne. U człowieka pierwsze somity powstają 20 dnia rozwoju, a pod koniec 4 tygodnia można w nim wyróżnić sklerotom, dermatom i miotom. Sklerotom tworzy się z brzuszno-przyśrodkowego fragmentu somitu.
Struktura sklerotomów nie jest jednak homogeniczna. W przedniej części wykazują strukturę bardziej luźną, w tylnej natomiast bardziej zwartą. W trakcie rozwoju pomiędzy dogłowową i doogonową częścią sklerotomu pojawia się przestrzeń, którą wypełnia płyn. Jamka ta poszerza się, aż rostralna i kaudalna część pojedynczego sklerotomu całkowicie się od siebie oddzielą. Natomiast tylna część jednego sklerotomu ulega połączeniu z częścią przednią kolejnego. Razem utworzą one kręg ostateczny. W embriologii człowieka mówi się o tworzonym z łączących się sklerotomów ciągłym paśmie tkankowym zwanym pochewką struny grzbietowej, zbudowanym z naprzemiennych pasm luźnych (głowowe części sklerotomów) i gęstych (ogonowe ich fragmenty), z których po połączeniu powstają sklerotomy wtórne.

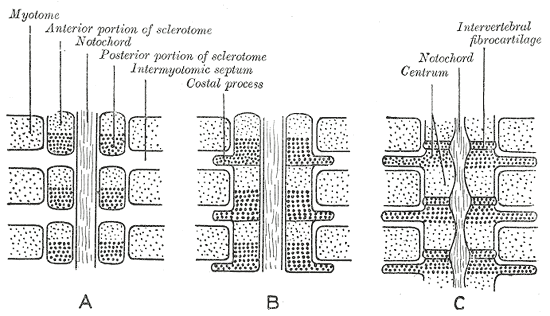
Po stronie lewej (A) stan pierwotny. Miotomy (Myotome) leżą na wysokości odpowiadających im sklerotomów. Pośrodku (B) stan pośredni. Po prawej (C) części przednia (anterior portion of sclerotome) i tylna (posterion portion of sclerotome) pochodzące z tych samych somitów oddzielone, dystalne fragmenty sklerotomów dogłowowych połączone z proksymalnymi częściami sklerotomów doogonowych tworzą trzony kręgów (centrum). Pośrodkowo struna grzbietowa (notochord), ulegająca przewężeniom, by podzielić się całkowicie.

Taki sposób tworzenia się kręgów ma istotne znaczenie z uwagi na powstawanie kości i mięśni z tych samych zawiązków. Z jednego somitu tworzy się bowiem kość i przyczepiający się doń mięsień. Gdyby z każdego somitu powstawał oddzielny kręg, związane z nim mięśnie miałyby oba przyczepy na tym samym kręgu. Ze względów funkcjonalnych jest natomiast istotne, by przyczepy mięśnia leżały na osobnych kręgach. Jeśli więc z jednego somitu tworzą się zawiązki dwóch różnych kręgów, powstający mięsień będzie miał przyczepy na oddzielnych kręgach. Umożliwia to ruchomość sąsiadujących ze sobą kręgów względem siebie.
Proces ten odbywa się jeszcze w stadium błoniastym rozwoju kręgosłupa. Dopiero po jego zajściu odbywa się przejście w stadium chrzęstne. U człowieka zaczyna się ono w 2. miesiącu życia płodowego. Jeszcze później następuje kostnienie kręgosłupa.